# Han Xicheng
Han Xicheng (* 5. Juni 1975 in Peking) ist ein chinesischer Dartspieler.

## Karriere
Han Xicheng spielte 2004 beim China Telecom Cup erstmals ein Turnier bei der PDC. Es folgten einige erfolglose WM-Qualifikationsversuche. 2020 konnte er sich erstmals für den World Cup of Darts qualifizieren, aufgrund von Ausreisebeschränkung wegen der COVID-19-Pandemie konnte er jedoch nicht daran teilnehmen. In den nächsten Jahren war er regelmäßig Teilnehmer an der PDC China Premier League. 2022 gelang ihm der Einzug ins Finale, wo er gegen Zong Xiaochen verlor. Da Zong als Sieger jedoch wegen einer fehlenden Impfung gegen SARS-CoV-2 nicht nach Großbritannien reisen kann und somit auf die damit verbundene Teilnahme an der PDC World Darts Championship 2023 verzichten muss, rückte Han als Finalist nach und gab somit im Dezember 2022 sein WM-Debüt. Er verlor in der 1. Runde gegen Martijn Kleermaker mit 0:3 in Sätzen.

## Weltmeisterschaftsresultate
- 2023: 1. Runde (0:3-Niederlage gegen  Martijn Kleermaker)